# Capitool van Michigan

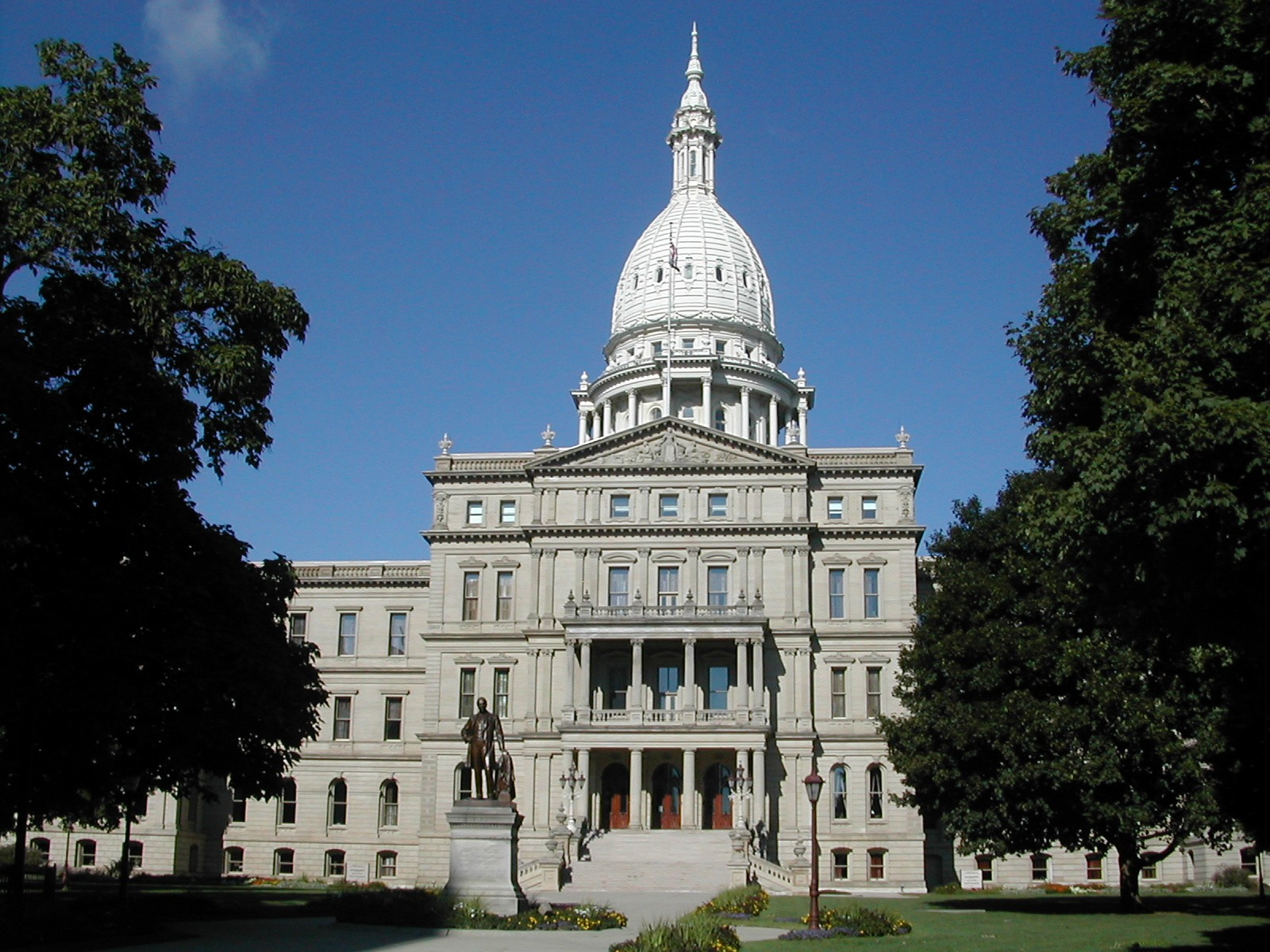
Capitool van Michigan

Het Capitool van Michigan (Engels: Michigan State Capitol) is het gebouw in het centrum van de hoofdstad Lansing waar de wetgevende en uitvoerende machten van de Amerikaanse deelstaat Michigan bijeenkomen.
Het huidige capitool is de derde zetel van de overheid van Michigan. Het eerste gebouw was het Territorial Courthouse uit 1832 in Detroit. In 1847 begon de bouw van een nieuw capitool in Lansing, dat hoofdstad werd van de staat. Het huidige bouwwerk werd in de jaren 1870 gebouwd. Elijah E. Myers, een vooraanstaand Amerikaans architect van overheidsgebouwen, ontwierp het gebouw in Italiaans-geïnspireerde neoclassicistische stijl. Hij baseerde zich als een van de eerste op het ontwerp van het federale Capitool en zette daarmee de trend voor de andere state capitols. Het gebouw is erkend als National Historic Landmark voor zijn architectonische waarde.

## Fotogalerij

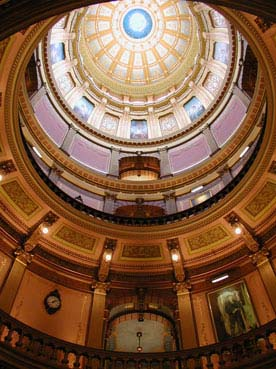
Koepel
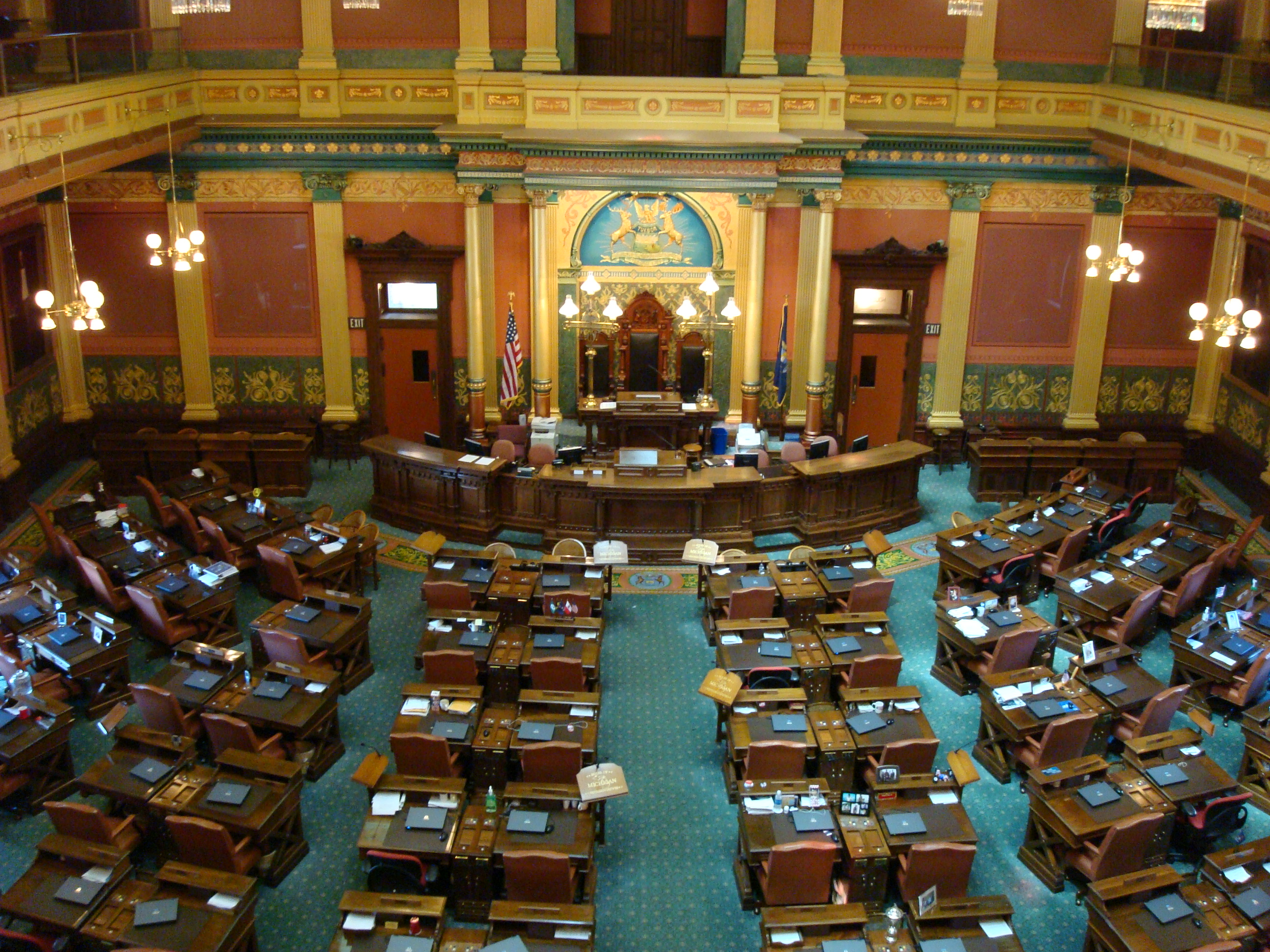
House of Representatives